# Edwin V. Champion
Edwin Van Meter Champion, född 18 september 1890 i Mansfield i Illinois, död 11 februari 1976 i Peoria i Illinois, var en amerikansk politiker (demokrat). Han var ledamot av USA:s representanthus 1937–1939.
Champion är begravd på Springdale Cemetery i Peoria i Illinois.